# Takaishi
Takaishi (高石市, Takaishi-shi) és una ciutat i municipi de la prefectura d'Osaka, a la regió de Kansai, Japó. Degut a la seua proximitat, Takaishi forma part de l'àrea metropolitana de Sakai, la segona ciutat de la prefectura.

## Geografia
La ciutat de Takaishi està situat cap al sud-oest de la prefectura d'Osaka, estant designat pel govern prefectural com a part de la regió de Senboku o Izumi nord, en record a l'antiga província. Takaishi es troba a la vora de la badia d'Osaka, a la mar de Seto i limita amb els municipis de Sakai, Izumiōtsu i Izumi. Vora la meitat del terme municipal de Takaishi forma part de territori guanyat a la mar i inclou una gran planta de refineria pertroquímica.

## Història
Des del període Heian fins a l'era Meiji, l'àrea on actualment es troba el municipi de Takaishi pertanyia a l'antiga província d'Izumi. L'actual ciutat de Takaishi va se fundada l'1 de novembre de 1966, el mateix dia que altres de la mateixa prefectura com Fujiidera o Settsu. A la dècada de 1990, com la majoria del país, la ciutat de Takaishi va patir una greu crisi que va fer que el alcalde es plantejara fusionar la ciutat amb la veïna de Sakai; el pla no va eixir endavant per que els ciutadans no reelegiren el candidat que ho havia proposat, remanent encara Takaishi com a municipi independent.

## Transport

### Ferrocarril
- Ferrocarril Elèctric Nankai
  - Estació de Hagoromo
  - Estació de Takaishi
  - Estació de Kyarabashi
  - Estació de Takashinohama

## Agermanaments
- Lomita, Califòrnia, EUA. (1981)